# Tapiraí (Minas Gerais)
Tapiraí é um município do estado de Minas Gerais, no Brasil. Localiza-se a uma latitude 19º53'16" sul e a uma longitude 46º01'13" oeste, estando a uma altitude de 673 metros. Sua população recenseada em 2022 era de 1 690 habitantes. Faz parte do Circuito da Canastra. O seu lugar mais visitado é a Cachoeira das Laranjeiras. A maior riqueza do município é a agricultura, com destaque para o café e para a produção artesanal de queijo.

## Etimologia
"Tapiraí" é um termo com origem na língua tupi: significa "rio das andorinhas", através da junção dos termos taperá (andorinha) e  'y (rio).

## História
Situada no Alto São Francisco, o município de Tapiraí teve seu povoamento iniciado em 1798. Em 1911 houve a inauguração da Estação Ferroviária de Perdição. Aos poucos, foram surgindo casas e casas ao seu redor. Posteriormente, foi dado, à estação, o nome de Tapiraí e, em janeiro de 1954, foi instalado definitivamente o município. Iniciando o século, a região recebeu a Estrada de Ferro Goiaz, como consta no “Anuário de Minas” de 1.911: “A primeira estrada de ferro Goyana, já do outro lado do São Francisco, foi a Porto Real (atualmente Iguatama), depois Bambuí e em seguida a Perdição (hoje Tapiraí), em zona futurosíssima e operosa com grande cultura de cereais e criação de gado”.

O progresso chega à atual Tapiraí com desmatamento das matas, para a construção da estrada de ferro. A situação deste começou a mudar a partir de 1.911 com a chegada da Estrada de Ferro Oeste de Minas e inauguração da estação ferroviária com o mesmo nome: Perdição, posteriormente o nome da estação e do lugar foi trocado para “Estação de Tapiraí”. Ao contrário de muitas vilas que se formaram, geralmente, no entorno da igreja, a estação também atraiu moradores que se aglomeraram, construindo suas casas em volta desta, transformando o pequeno povoado em arraial.

Inaugurada a estação de Victor-Tamm, próxima a estação de Tapiraí, um povoado se formou e uma charquearia foi instalada, de propriedade do senhor José Pinto de Miranda. A Charqueada “Vitória”, empregava a população local e abatiam muitos bois diariamente. E cuja produção de carne industrializada era destinada exclusivamente à exportação. A estrada de ferro contribuiu para o desenvolvimento, estimulando o nascimento de vários povoados na região e facilitando a comunicação.

Tapiraí sempre pertenceu a Bambuí como distrito. Em 1.942 Córrego Danta, distrito do município de Luz, elaborou um plano de emancipação, tendo Tapiraí como distrito. O plano falhou pelo fato de Tapiraí não ter aceitado a pertencer a Córrego Danta. Foi daí que surgiu uma grande rivalidade entre as duas comunidades que hoje são praticamente irmãs, tornando-se Tapiraí um espinho atravessado na garganta da vizinha Córrego Danta. Em 27 de dezembro de 1.948 a lei estadual n° 336 criou o distrito com denominação atual a Tapiraí, subordinado ao município de Bambuí.

Nome da Cidade: A origem pode ter duas explicações, todas elas ligadas aos rios que banham nossa região, uma fala que o termo “tapir = anta”, originando o “Rio das antas”; outra explicação é a que o termo: "Tapiraí" é um termo com origem na língua tupi: significa "rio das andorinhas", através da junção dos termos taperá (andorinha) e “y” (rio).